# 李生芳 (順治進士)
李生芳，河南懷慶府武陟縣人，清朝政治人物、同進士出身。

## 生平
崇禎十六年（1643年），河南補行壬午科鄉試，李生芳中式第二十八名舉人。明亡仕清，於順治三年（1646年）登進士，升任陕西西宁道参议。順治十一年，升任山东按察使司副使、怀来道。